# Schriek (Heist-op-den-Berg)
Schriek is een dorp in de Belgische provincie Antwerpen. Het is een deelgemeente van Heist-op-den-Berg en ligt in het Arrondissement Mechelen. Schriek was een zelfstandige gemeente tot aan de gemeentelijke herindeling van 1977.
Schriek behoort tot het kieskanton en het gerechtelijk kanton Heist-op-den-Berg.
In het zuiden is de gemeentegrens eveneens de provinciegrens tussen de provincies Antwerpen en Vlaams-Brabant.

## Toponymie
In oude archiefstukken komt de naam van Schriek voor onder verschillende schrijfvormen:
- Schrick (ca. 1680)
- Schrik (ca. 1740)
- Schriecke
- Schrieck
- Schriek

De herkomst van de naam Schriek is niet eenduidig te bepalen en er zijn veel verklaringen. Hieronder worden verschillende verklaringen opgenomen.
1. Naar de bewering van sommige geschiedkundigen zou de naam Schriecke afgeleid zijn uit het middelnederlandse "schricken" wat niets anders betekent als schrijden of een wijde stap nemen. In vroegere eeuwen moet de streek zeer drassig geweest zijn en doortrokken met kleine slootjes. Om er droogvoets door te geraken moest men dikwijls schrijden. Schriekenaar zou in dit geval "schrijdenaar", "schrijder" betekenen; iemand die met wijd uitgezette benen, met schrijdbenen loopt[1].  "Schrick" zou de verfranste naam voor "Schriecke" kunnen zijn.
2. Volgens Jan Lindemans is schriek verwant met het werkwoord "schrikken" in de betekenis ‘springen’ (Lindemans 1935: 35). Die etymologie is opgenomen in het woordenboek "De Vlaamse Gemeentenamen" ter verklaring van de Antwerpse plaatsnaam Schriek. Hierin wordt gezegd dat het toponiem hetzelfde is als het tweede deel van hooischrik, een oude benaming voor de sprinkhaan of krekel zoals opgenomen in het woordenboek van Kiliaan . Een ‘schrik’ of ‘schriek’ zou dus iets zijn geweest dat springt of vooruitspringt. In de context van het landschap zou het dan gaan om een uithoek, een deel van een territorium dat als een uitsprong (in een ander gebied) werd gezien. In de praktijk zou dat een spits toelopend perceel geweest kunnen zijn. Dit is nu ook net de vorm die het grondgebied heeft ter hoogte van het gehucht Grootlo. Met een sprinkhaan zou weer de vergelijking gemaakt kunnen worden met het springen om zo droogvoets door het natte landschap te raken.
3. "Schriecke" betekent ook hoek, bocht of kronkel.
4. De naam Schriek ook gegeven aan twee vogelsoorten uit de familie rallen : de kwartelkoning en de waterral . Deze naam wordt gegeven ter nabootsing van het schraperig geluid dat deze vogels maken. Aangezien dit vogels zijn van vochtige gebieden zou dit weer kunnen verwijzen naar de natte omgeving van het dorp.
5. Daarnaast zou volgens sommige bronnen Schriek niets anders betekenen dan schrik of angst. Dit komt omdat het hier, in dit hoekje van het Waverwoud, vroeger onveilig moet geweest zijn. Een roversbende, die zich in deze streek schuil hield en er heel eigenaardige roversmethoden op nahield, joeg de schrik op het lijf van sommige personen. Zo zou Schriekenaar, schrikkenaar, een schrik betekenen; iemand die bij sommige mensen zekere angstgevoelens verwekt![2] Dit is vermoedelijk eerder een legende dan de werkelijk herkomst van de naam Schriek.

De naam "Schriek" is een naam die wordt teruggevonden in heel wat plaatsaanduidingen. De eerste 7 hebben met zekerheid betrekking op het dorp Schriek aangezien het wegen zijn in de omliggende gemeentes en verbinding maken met het dorp.
- Oude Schrieken, Schriek
- Schriekstraat, Schriek
- Schrieksesteenweg, Pijpelheide
- Schrieksebaan, Keerbergen
- Schrieksebaan, Tremelo
- Oude Schrieksebaan, Bonheiden
- Schrieksesteenweg, Beerzel
- Schriekbos, Zoersel
- Schriekweg, Zandhoven
- Schrieken, Vlimmeren
- Schrieken, Poederlee
- Schrieken, Poppel
- Schriekenbaan, Poppel
- domein de schrieken, Poppel
- Schriekenbaan, Baarle-Nassau (NL)
- Schriekenweg, Rijsbergen (NL)
- Schriekse Heihoek, Berghem (NL)
- Schriekse Heistraat, Berghem (NL)
- Schriekwegel, Houtem
- Schriekenstraat, Berlare
- Schriekstraat, Kalken
- Hof ter Schriecklaan, Berchem
- Voormalig kasteel Hof Ter Schrieck, Berchem
- Schriekdreef, Nieuwenrode
- Hof Ter Schrieck, Nieuwmoersesteenweg 16, Essen
- Schriek, Ekeren
- Voormalig café Schriek, Zandpoortvest, Mechelen
- Schriekstraat, Nijlen
- Schriekstraat, Buggenhout
- Schriek, Boom
- Schrieken, Olmen

Ook in enkele familienamen komt de naam Schriek voor:
- familie Van der Stegen de Schriek
- familie Vanden Schrieck
- familie Schriek

## Geschiedenis
Schriek werd, voor zo ver als bekend, een éérste keer vermeld in een oorkonde van 1125. Jan van Aarschot verklaarde in dit document dat hij het bos “Scrieck” schonk aan de abdij van Affligem. Hij moet dan ook als de éérste heer van Schriek aanzien worden.
Op geestelijk gebied was Schriek tot begin 14de eeuw afhankelijk van Beerzel, op 21 juni 1309 werd het erkend als zelfstandige parochie. Dit alles is te danken aan de machtige familie Berthout die het dorp inmiddels door huwelijkspolitiek had weten te verwerven. Al rond het jaar 1306 had deze familie een kapel/kerk laten bouwen. Het enige overblijfsel hiervan is de zandstenen kerktoren die nog steeds aanwezig is in het dorpscentrum.
De heerlijkheid Schriek en Grootlo werd bestuurd door een heer die als een vorst regeerde over zijn grondgebied. Tot in het begin van de 14de eeuw bleef Schriek in eigendom van de familie Berthout. Vanaf de 14e eeuw maakte het deel uit van het Land van Mechelen (hertogdom Brabant), samen met het gehucht Grootlo.
Daarna behoorde ze toe aan volgende families:
- van Gelre,
- van Kleef,
- van Gullik,
- van Arkel (tot 1427 eigendom van Jan van Arkel),
- van Egmond.

In 1459 kwam Jan II van Wezemaal in het bezit van Schriek. Na zijn dood in 1464 belandde het dorp onder het gezag van Karel de Stoute. Schriek was een kroondomein geworden.
In 1562 werd Schriek verpand aan Nicolas Van der Laen. Hij volgde de zaken in Schriek van dichtbij op en vestigde zich in de “Steyne Hoeve”, gelegen in de huidige Leo Kempenaersstraat 78. Na de dood van zijn vader in 1565 volgde zoon Jan hem op en werd zo de nieuwe heer van de heerlijkheid. Maar in 1612 werd de verpanding opgeheven waardoor Schriek terug in bezit kwam van de Spaanse kroon.
Theodoor Van der Nath kocht Schriek en Grootlo en werd in 1650 de nieuwe heer. Al snel kwam hij in diepe schulden te zitten en voelde zich daardoor verplicht zijn bezittingen te verkopen. In 1661 kocht Antoon Ferdinand de Brouchoven de heerlijkheden Schriek, Grootlo en Putte. Deze familie bouwde in de Schriekstraat, op de plaats waar later het kasteel (Schriekstraat 49) zou verschijnen, een grote omwalde herenhoeve waar ze een veilig onderkomen hadden wanneer ze in Schriek verbleven.
Maria Magdalena Clara Nicola de Brouchoven, enige erfgename van deze familie, huwde op 1 juni 1725 met Karel Lodewijk Van der Stegen. Twee jaar later, op 28 juni 1727 kreeg hij de heerlijkheid in handen en begon met de bouw van het kasteel van Schriek. Zijn zoon, Philippe Norbert Marie, werd de laatste heer van Schriek en Grootlo maar zijn nakomelingen zouden nog tot 1926 het kasteel bewonen.
Door de Franse Revolutie in 1795 kreeg het dorpsbestuur een heel andere structuur. De heerlijke rechten werden afgeschaft waardoor de adel enkel nog via grondbezit of politieke mandaten enige vorm van macht konden laten gelden. Vanaf dan werd Schriek bestuurd door een burgemeester, schepenen en gemeenteraadsleden.
Lijst met gekende burgemeesters:
- De Preter Livien	van 	....	tot 	1808
- Vermylen Joannes Norbertus van	1808 	tot	1830
- Storms Jan Baptist	van	1830	tot	1831
- Vermylen Joannes Norbertus  van	1831	tot	1851
- Vermylen Melchior	van	1851	tot	1867
- Vermylen Petrus	van	1867	tot	1872
- Mertens Jan Baptist	van	1872	tot	1894
- Goossens Engelbert	van	1896	tot	1920
- Holemans Constant	van	1921	tot	1933
- Beyens Jozef	        van     1933	tot	1945
- Vermylen Jozef        van     1945    tot     1947
- Holemans Constant     van     1947    tot     1954
- Verbeeck Frans        van     1954    tot     1958
- Vermylen Jozef        van     1958    tot     1966
- Kempenaers Leo        van     1966    tot     1975
- Goossens Frans        van     1975    tot     1977

De 19de eeuw bracht Schriek veel rijkdom. Kasseiwegen werden aangelegd en ons dorp werd verbonden met de tramlijn (Lijn 253 van Lier Veemarkt naar Werchter (opening: mei 1909, gesloten december 1947) ). Kleine industrieën en ondernemingen schoten als paddenstoelen uit de grond. Twee brouwerijen, windmolens en een steenbakkerij: Schriek groeide enorm. Maar de twee wereldoorlogen deden Schriek geen goed. In 1946 verdween de eeuwenoude Notelaarmolen en ook het kasteel moest in dat jaar zijn hoofd leggen tegen de moderne tijd. De boter- kippen- en varkensmarkt in Schriek was zeer bekend in de wijde omtrek van Schriek en trok dan ook veel volk.
In 1970 werd Schriek in een nieuw jasje gestoken. De burgemeester kreeg een gloednieuw gemeentehuis (Leo Kempenaersstraat 21), de pastoor zag zijn oude pastorij naar Bokrijk verhuizen en kreeg een nieuwe woonst (Leo Kempenaersstraat 26) en het oude nostalgische kerkhof rond de kerk moest plaats maken voor parkeergelegenheid.
Op 1 januari 1977 fusioneerde de gemeente met Heist-op-den-Berg.

### Brouwerij Vermylen
Het Hop-la bier was het bier dat gebrouwen werd door brouwerij Vermylen. De brouwerij bevond zich op het huidige kerkplein, ten zuidwesten van de Sint-Jan Baptistkerk voor het toenmalige kerkhof. 
De brouwerij werd opgericht in 1838 door Joannes Norbertus Vermylen, die naast brouwer ook gedurende 42 jaar burgemeester was van Schriek en een gedenksteen heeft op de zuidelijke buitenmuur van de kerk. 
Na het overlijden van Joannes Norbertus werd de brouwerij nog door 3 generaties Vermylen verder uitgebaat in het centrum van het dorp. In 1955 waren er geen opvolgers meer en werd de brouwerij met zijn volledige inboedel verkocht aan het gemeentebestuur van Schriek. Kort na deze verkoop werd de brouwerij afgebroken om plaats te maken voor een modern kerkplein.
Tijdens de Uylefeesten in Schriek wordt door lokale inwoners een bier gebrouwen met de naam Hop-La.
Daarnaast was er nog een 2de brouwerij in het noorden van het dorp. Deze werd opgericht door een schoonzoon van Vermylen, maar deze heeft een korter bestaan gekend.

## Bezienswaardigheden

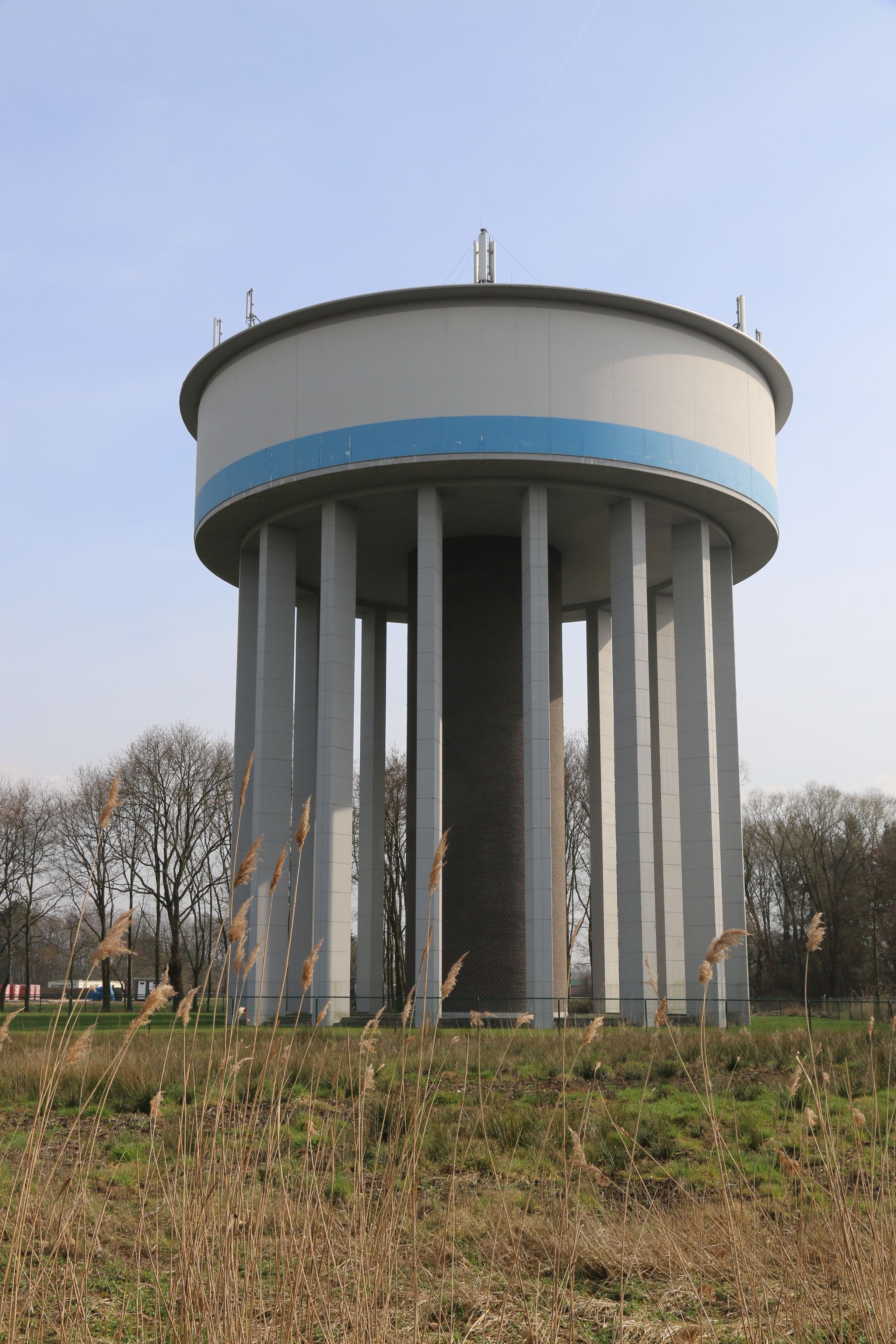
Watertoren Schriek

Zie ook: Lijst van onroerend erfgoed in Heist-op-den-Berg
- De Sint-Jan Baptistkerk
- Verschillende kapelletjes, vb: 
  - De Onze-Lieve-Vrouwekapel is een neoclassicistisch kapelletje uit het eind van de 19e eeuw. De kapel is beschermd als monument. Deze kapel bevindt zich op de kruising van de Roggeveldenstraat met de Dr. J. Vermylenstraat
  - De Sint-Bernarduskapel zou de oudste kapel van Vlaanderen zijn en dateert volgens archieven van voor 1565. In 1864 werd de kapel voor een eerste maal afgebroken bij de aanleg van de steenweg Putte - Schriek, en het jaar nadien weer opgebouwd. In 1991 heeft men de kapel opnieuw afgebroken; in 1994 verscheen ze weer in vernieuwde, maar identieke vorm. Als je aan deze kapel kust met je geliefde, zou je de eeuwige liefde krijgen. Op de koop toe zou Sint-Bernardus goed zijn tegen hagelbuien. Deze kapel bevindt zich op de rotonde van de Schriekstraat met de Bredestraat.
  - Sint-Antoniuskapel. Het kapelletje in de Dreef was ooit toegewijd aan Maria. Na een opknapbeurt wordt er sinds 2009 de Heilige Antonius van Padua vereerd. Brand er een kaars en je vindt je verloren voorwerpen terug.
- Het Kasteel van Schriek werd gesloopt in 1946. De kasteelhoeve dateerde uit de eerste helft van de 18e eeuw. Enkel de gracht en de sterk aangepaste hoevegebouwen bleven over. Het kasteel was eigendom van de graven Van der Stegen de Schrieck tot 1926. Het centrale gebouw werd opgericht door Karel Lodewijk Van der Stegen, heer van Schriek en Grootlo, omstreeks 1731. In 1926 werd het kasteel opgekocht door Augustin de Roij en zijn vrouw Jeannette Praet die het in 1942 terug verkochten na de dood van hun enige zoon. Tijdens de Tweede Wereldoorlog werd het dermate toegetakeld dat het na de oorlog diende gesloopt te worden.[4]
- De Watertoren. Deze cilindervormige watertoren werd gebouwd in 1983. De toren heeft een centrale bakstenen schacht en een kuip die rust op kolommen. De kuip heeft een inhoud van 3000 m³. De hoogte bedraagt 34,28 m. De toren, die in eigendom is van PIDPA, is geklasseerd als bouwkundig erfgoed en bevindt zich in een zijstraat van de Bredestraat te Schriek. De watertoren werd in 2023 gerenoveerd en opnieuw geschilderd.
- Kunstwerk "De Uyleboom". Het idee achter het kunstwerk is dat de Uil die boven op de tak zit de rustende burgers beschermt. Zoals vroeger de “bende van de Uyl” de arme mensen uit het dorp hielp. Het is een 3D-dimensionale boom gemaakt in cortenstaal. De uil zelf is uit allemaal losse plaatjes gemaakt. De zitting in de vorm van een organisch blad is gemaakt van FSC 100% Padouk. De voetplaat is ook in cortenstaal en voorzien van uitgelaserde tekst. Rond de stam van de boom werd klimjasmijn (Trachelospermum jasminoides) geplaatst voor een groene look en de geur van de bloemen. Daarnaast werd er ook Hop (Humulus lupulus) bijgeplaatst gezien de Uyleboom in de achtertuin staat van wat vroeger brouwerij Vermylen (1838 – 1955) was. Dit kunstwerk bevindt zich aan de St-Jan Babtistkerk te Schriek en is gemaakt door Ambrosiadesign uit Kapellen. In de boom bevindt zich een Geocache[5]. De boom werd geplaatst voor de afsluiting van het participatieproject "Veerkrachtige dorpen" in 2019.[6]

## Geografie
De deelgemeente heeft een oppervlakte van 11,09 km². Het centrum van de deelgemeente is gelegen op een hoogte van ongeveer 12 meter TAW. Het landschap rondom is relatief vlak en kent ongeveer dezelfde hoogte.
In oorsprong is Schriek een straatdorp met in het centrum de kerk op een lichte verhevenheid en achterin gelegen akkers. Door de aanleg van nieuwe wijken, voornamelijk na de Tweede Wereldoorlog, uitgegroeid tot een woondorp met excentrisch gelegen parochiekerk ten noorden van de dorpskom. De woonwijk tussen Leuvensebaan en Roggeveldenstraat ten zuidwesten van het centrum dateert uit de jaren 1960; de sociale woonwijk ten zuidoosten van de kerk dateert uit de jaren 1980.
Heden voornamelijk woondorp met vrij rechtlijnig stratenpatroon, beperkte landbouwbedrijvigheid. Fragmentarisch bewaard bouwkundig patrimonium: het best vertegenwoordigd, vermoedelijk omwille van hun oorspronkelijk veelvuldig voorkomen, zijn de langgestrekte Kempische hoevetjes uit de tweede helft van de 19de eeuw en het eerste kwart van de 20ste eeuw, hoewel meestal aangepast aan de huidige woonfunctie. Bij de afbraak van dergelijke constructies stoot men sporadisch nog op lemen binnenwanden.
De verkoop van zogenoemde "korte keten" landbouwproducten groeit sterk en er is dan ook een groot aanbod van thuisverkoop op verschillende boerderijen. Dit wordt gepromoot door initiatieven zoals "Schriek in a Box" die al 2 keer werd uitgegeven door de Landelijke gilde van Schriek met als bedoeling de mensen van Schriek kennis te laten maken met de lokale producten.
Al sinds lang staat Schriek gekend voor zijn teelt van allerlei groenten die verkocht werden en worden op de veiling van Sint-Katelijne-Waver. Vooral de teelt van vollegrondswitloof en asperges is gekend voor de regio van Schriek, Keerbergen, Haacht. Op het kerkplein staat dan ook een standbeeldje van een aspergetrekker.

### Geologie
Het quartaire dek bestaat uit lemige zandige lagen (ca. 5 meter dik), met een duidelijke ijzer en/of humus horizont.
De eerste tertiaire laag is de Formatie van Boom welke gekenmerkt wordt door klei. In het westen van de gemeente dagzoomt deze formatie, wat meteen ook de verklaring is waarom in de hoek tussen de Schriekstraat en de Meester van der Borghtstraat (Grasheide) in het verleden een steenbakkerij (Steenbakkerij De Veuster-Vermylen (1899-1967)) aanwezig was. De formatie van boom heeft ter hoogte van onze gemeente een dikte van ongeveer 20-25 meter.
Vervolgens komen volgende geologische lagen voor:
- Formatie van Bilzen (ca. 11 meter dik) (voornamelijk zand met klei intercalaties)
- Formatie van Sint-huibrechts-Hern (ca. 17 meter dik) ( fijn kleirijk zand met glauconiet en schelpen)
- Formatie van Maldegem (ca. 23 meter dik) (voornamelijk klei en zand met glauconiet)
- Formatie van Lede (ca. 8 meter dik) (voornamelijk fijn kalkrijk zand met glauconiet)
- Formatie van Brussel (ca. 20 meter dik) (voornamelijk fijn tot middel kalkrijk zand met glauconiet en zandsteenbanken)

De eerste goed winbare waterlaag (een waterlaag met een goede aanvoer van grondwater) bevindt zich bijgevolg pas op een diepte van ca. 70 m-mv in de Formatie van Brussel. Deze winbare laag staat bekend als de Brusseliaan aquifer.

### Hydrologie
Schriek ligt in het stroomgebied van de Schelde, het bekken van de Dijle en het deelbekken van de Vrouwvliet. Deze waterloop stroomt ten zuiden van het centrum van Schriek en ten noorden van de gemeente Keerbergen. Ter hoogte van Schriek staat deze waterloop voornamelijk gekend als de Raambeek. Bodemkundig en landschappelijk maakt het valleigebied van de Raambeek deel uit van het ‘Land van Heist’, op zich een deelgebied van de ‘Zuiderkempen’. De vallei is een agrarisch gebied versnipperd door lintbebouwing.
Een andere waterloop op het grondgebied van Schriek met enige omvang is de Kleinebeek, die tussen Schriek en Grasheide stroomt.
Deze beken hebben een eerder slechte waterkwaliteit en matig tot slecht ontwikkelde structuurkenmerken. De beekvalleien zijn allemaal overstromingsgevoelig, wat zich ook bij hevige regenval duidelijk laat zien in het landschap.

### Natuur
Op het grondgebied van Schriek zijn geen erkende natuurgebieden. Ten westen van de dorpskern (tussen Goorvoetweg, Puttestraat, Tuindijk en de wijk) zijn wel de Puttebossen gelegen. Dit betreft een klein natuurgebied (ca. 10 ha)  met een wandelpad doorheen. Dit betreft een broekbos met veel waterafhankelijke vegetatie en bomen zoals vb zwarte els, wilgen, eiken,... In de zuidelijke zijde van dit natuurgebied is heel wat aanplant met Amerikaanse eik en populier aanwezig. In de wintermaanden kan voornamelijk het noordelijk deel moeilijk toegankelijk zijn door veel water en modder.
De kern van de Puttebossen betreft echter wel reeds een relatief oud bos aangezien hier al bos aanwezig is van voor 1775 en kan bijgevolg ook aanzien als een biologisch zeer waardevol gebied.
Zoals ook aangegeven onder toponymie is het goed mogelijk dat de naam van Schriek verwijst naar een zeer nat en moeilijk toegankelijk gebied. Door drooglegging van veel gebieden is dit echter niet overal meer goed zichtbaar, maar in nattere periodes wordt dit terug zichtbaar met veel natte weilanden.
In de buurt van de beekvalleien zijn beemden waar te nemen met zeer typische vegetatie.
Gezien de grote hoeveelheid landbouwgebieden met op heel wat locaties kleine landschapselementen zoals houtkanten, knot eiken en wilgen is er toch wel wat natuurwaarde aanwezig. Door de aanwezigheid van heel wat goed aangeduide en toegankelijke buurtwegen is het zeer goed wandelen tussen de velden. Wat betreft zoogdieren kunnen voornamelijk reeën, vossen, konijnen, hazen, steenmarters,... aangetroffen worden.
Op 8 mei 2019 werd in Schriek een Monniksgier waargenomen. Het betrof een dier op doortrek, maar trok toch heel wat vogelliefhebbers naar Schriek gezien dit een unieke waarneming betreft. in februari 2023 werd rondom de Putte bossen een zwervende wolf waargenomen. 

### Kernen
Naast het dorpscentrum van Schriek ligt er op het grond gebied van Schriek ook nog het centrum van het kerkdorp Grootlo. Dit is in oorsprong vermoedelijk een Frankische nederzetting, is gelegen in het zuidoosten en strekt zich uit over meerdere gemeenten, Schriek, Tremelo en Keerbergen. Het centrum bevindt zich op grondgebied Schriek en wordt gekenmerkt door algemene lintbebouwing.
Grootlo is een voormalig gehucht van Schriek dat tot kerkdorpje gegroeid is en een autonome parochie vormt sedert 1906.

## Demografische ontwikkeling
- Bronnen:NIS, Opm:1806 tot en met 1970=volkstellingen; 1976 = inwoneraantal op 31 december

### Demografische cijfers
| Categorie  | Percentage | Aantal |
| ---------- | ---------- | ------ |
| 0-2 jaar   | 2,4%       | 125    |
| 3-11 jaar  | 9,4%       | 481    |
| 12-17 jaar | 6,9%       | 350    |
| 18-24 jaar | 7,4%       | 379    |
| 25-49 jaar | 30,7%      |        |
| 50-64 jaar | 24,2%      |        |
| 65-75 jaar | 10%        |        |
| 75+ jaar   | 9%         |        |

| Categorie     | Percentage | Aantal |
| ------------- | ---------- | ------ |
| Belgisch      | 92,5%      | 4720   |
| Niet-Belgisch | 7,5%       | 383    |

| Categorie                   | Aantal |
| --------------------------- | ------ |
| Alleen wonend               | 25,6%  |
| 2 personen                  | 36,1%  |
| 3 personen                  | 17,1%  |
| 4 personen                  | 14,6%  |
| 5 of meer personen          | 6,6%   |
| aantal huishoudens          | 2097   |
| gemiddelde huishoudensgrote | 2,43   |

Bron: https://heist-op-den-berg.incijfers.be/dashboard

## Cultuur
Schriek heeft, mede dankzij haar sterk landelijke karakter, een erg sterk ontwikkeld verenigingsleven. De Landelijke Gilde, KVLV, KLJ en Davidfonds zijn erg groot en hebben elk jaar een uitgebreide activiteitenkalender.
De landelijke gilde van Schriek is de grootste landelijke gilde van Vlaanderen. 
In het totaal zijn er op het volledige grondgebied van Schriek 17 verenigingen actief.

### Muziek
De Koninklijke fanfare De Ware Eendracht bestaat reeds sinds 1866.

### Evenementen
- Gymkana (Landelijke Gilde Schriek) --> behendigheidsproef voor tractoren voorafgegaan door een tractorzegening door de pastoor van Schriek
- Kindercarnavalstoet (Uylegilde) deze stoet ging voor de eerste keer door op 16/02/1972.
- VAG-day --> oldtimerevenement voor Volkswagen - Audi - Porsche, Lucht- en watergekoeld, tot het bouwjaar 1983
- Planten- en rommelmarkt (Landelijke Gilde)
- Sint-Jansprocessie (Sint-Jan Baptist Schriek) --> Processie ter ere van Sint-Jan de Doper, de patroonheilige van Schriek
- Koekenzingen --> rondgang door het dorp op oudejaarsdag door kinderen voor het ophalen van snoep en koeken
- Winterwende (Davidsfonds) --> kerstboomverbranding elke eerste zaterdag van januari
- Uylefeesten --> 3-daags dorpsfeest tijdens Pinksterweekend. Voor het eerst georganiseerd in 1968 ten voordele van de oprichting van de Schriekse parochiezaal. En dit naar het voorbeeld van de voorouders waar de Uylefeesten al werden georganiseerd ten voordelen van de behoeftigen uit het dorp. Ook nu nog zijn de Uylefeesten ten voordele van een goed doel voor de Schriekse samenleving. De opbrengst van de recente edities was ook ten voordele van de renovatie van de parochiezaal. [9]

### Symbool
De uil staat bekend als het symbool van Schriek. 
Volgens de legende was er, toen Schriek nog een schamele nederzetting was aan de rand van het reusachtige Waverwoud, een vreselijk uitziende roversbende die de streek onveilig maakte. Als kenteken droegen ze “de uyl”. Met deze nachtelijke roofvogel konden ze zich best identificeren, want ook zij hielden hun stroop- en rooftochten bij voorkeur als het pikdonker was.  Evenals de echte uilen het gemunt hebben op schadelijk gedierte, zouden deze rovers hun plunderingen hebben gepleegd bij en op personen die "schadelijk" waren voor een gezond maatschappelijk leven; die hun onderdanen, hun hovigen of hun lijfeigenen, onmenselijk behandelden en voor gepresteerde arbeid meer stokslagen dan voedsel en kleren vergoedden. Telkens, een hovige uit de streek in nood verkeerde, vergaderde de bende om te beraadslagen op welke manier men het best die arme zou kunnen helpen; om te bespreken en te beramen hoe en waar een roofoverval met het meeste succes van slagen zou kunnen plaats hebben. Ze bedachten de meest angstaanjagende middelen om hun slachtoffers de schrik op het lijf te jagen. De bevreesde en verschrikte benadeelden vertelden dan ook de luguberste verhalen over de rovers en over de streek. Hun buit verstopten ze in een oude, vervallen hoeve, die ter versterking omgeven was door een brede gracht. Boven op het dak prijkte een uit eikenhout gekapte uil. Na een gelukte nachtelijke tocht, en zo waren er verschillende, nodigden de rovers de streekhovigen uit op een of andere plaats. De bijeenkomsten verliepen meestal in een sfeer van vreugde en jolijt, van plezier en spel. De hoofdman van de bende verdeelde dan de buit onder de aanwezige armen, het grootste deel aan de meest behoeftige.
Dergelijke bijeenkomsten of feestelijkheden hadden regelmatig plaats. Later, wanneer de rovers uitgestorven of gevangen waren genomen en de streek weer veilig was, kwamen de Schrikkenaren af en toe samen op een feestje om, naar het voorbeeld der ridderlijke Uylen, het een en ander bijeen te brengen voor een behoeftige uit het dorp, voor een ongelukkige uit.de streek. Met dit droegen zij dan hun partje bij tot het verwezenlijken van een goede zaak. Die feesten noemde men dan de Uyle-feesten.
De met gracht omgeven burcht bevond zich net buiten het grondgebied van Schriek in Grasheide in de “Uilevelden” nr.10. De uilenhoeve zoals deze vandaag gekend is lijkt echter in niets meer op de ooit aanwezige "Uylenborch", maar een deel van de gracht is toch nog zichtbaar.
Dit Schriekse symbool kan o.a. worden teruggevonden op het standbeeld van de aspergetrekker (een kunstwerk van Rita Vanlommel) dat in 2009 voor de Sint-Jan Baptistkerk geplaatst werd ter ere van het 700-jarig bestaan van het dorp en boven op de "uyleboom" een zitbank die in 2019 geplaatst werd ten zuiden van de Sint-Jan Baptistkerk op het kerkplein voor de afsluiting van het participatieproject "Veerkrachtige dorpen".

### Dialect
Het dialect van Schriek is het Schrieksch en de inwoners van Schriek zijn Schriekeneers. Het behoort tot de Zuidkempische dialecten. Het oude Land van Heist omvatte Heist, Hallaar en Booischot met daarenboven de gehuchten : Goor, Laar; Zonderschot, Pijpelheide, Werft, Achterheide enz. Behalve kleine verschillen werd en wordt daar hetzelfde dialect gesproken. Vanaf Itegem beginnen Kempische klanken te overheersen en vanaf Schriek, Beerzel, Tremelo gaan we stilaan naar het Leuvense over.
Er zijn wel een aantal verschillen tussen het dialect dat in Heist gesproken wordt ten opzichte van het Schriekse dialect.
Bij de externe links wordt een document weergegeven met het Schrieksche dialect uitgeschreven in 1934.

### Veerkrachtig dorp
In 2018-2019 nam Schriek deel aan het "Veerkrachtige dorpen" programma van de Provincie Antwerpen. Tijdens 5 participatiemomenten konden de inwoners van Schriek mee nadenken over de toekomst van hun dorp. Dit om ervoor te zorgen dat het dorp klaar is voor de toekomst en de verandering dat dit met zich meebrengt. De ideeën en visie van de inwoners werd vastgelegd en goedgekeurd door het gemeentebestuur van de gemeente Heist-op-den-Berg in een visienota "Schriek 2030".
Ter afsluiting van het programma werden 2 ideeën onmiddellijk uitgewerkt :
- een wandeling doorheen Schriek langsheen verschillende lokale landbouwbedrijven die aan thuisverkoop doen
- een standbeeld op het kerkplein (het bruisende hart van Schriek)

In juli 2020 werd gedurende de week van 6 tot 10 juli tijdens het middagprogramma met Jelle Cleymans op Radio 2 Antwerpen, Schriek in de kijker gezet naar aanleiding van zijn deelname aan het "Veerkrachtige dorpen" programma. Op 10 juli 2020 vond er een live uitzending plaats vanop het kerkplein.

## Sport
Voetbalclub KSV Schriek is aangesloten bij de KBVB. De club speelde enkele seizoenen in de nationale reeksen.
Volleybalclub VOC Schriek speelt al sinds 1978 in het gewest Herentals.
Doordat Schriek de bakermat is van de bekende veldrijders Sweeck is er een supporterscafé in Schriek en jaarlijks ook een kampioenenviering in de parochiezaal. Toen Laurens Sweeck in januari 2020 Belgisch kampioen veldrijden werd, werd dan ook onmiddellijk een groot feest georganiseerd in de Parochiezaal van Schriek.

## Bekende Schriekenaren
Wonend in Schriek
- Laurens Sweeck (1993), veldrijder
- Anak Verhoeven (1996), klimster
- Marc De Hous (1966), tennistrainer
- Ida de Nijs (1959), zangeres
- Gino Geudens (1975), drummer

## Nabijgelegen kernen
Van noord naar zuid is Schriek begrensd door Heist-Goor, Pijpelheide, Baal, Tremelo, Keerbergen, Grasheide en Beerzel.
| Aangrenzende gemeenten | Aangrenzende gemeenten | Aangrenzende gemeenten | Aangrenzende gemeenten | Aangrenzende gemeenten |
| ---------------------- | ---------------------- | ---------------------- | ---------------------- | ---------------------- |
| Beerzel                |                        | Heist-op-den-Berg      |                        | Heist-Goor             |
|                        |                        |                        |                        |                        |
| Grasheide              | Pijpelheide            |                        |                        |                        |
|                        |                        |                        |                        |                        |
| Keerbergen             |                        | Tremelo                |                        | Grootlo Baal           |